# Paolo Rivera
Paolo Rivera é um artista americano conhecido por seu trabalho como ilustrador e desenhista de histórias em quadrinhos americanas. Rivera se tornou conhecido, inicialmente, como pintor, ilustrando a série Mythos. Em 2012, adotando processos mais tradicionais de desenho, à lápis, e contando com seu pai Joe Rivera como arte-finalista, passou a colaborar com o escritor Mark Waid na série Daredevil, alternando a arte das edições da revista com Marcos Martín. Por seu trabalho na série, acumulou indicações ao Eisner Award.